# Musée des Archives nationales
Musée des Archives nationales (Muzeum Národního archivu), do roku 2006 Musée de l'Histoire de France (Muzeum francouzských dějin) je muzeum v Paříži. Nachází se v paláci Hôtel de Soubise ve 3. obvodu. Muzeum je součástí Francouzského národního archivu a vystavuje archiválie z fondů archivu.

## Historie
Muzeum pod názvem Musée des Archives založil v roce 1867 Léon de Laborde, ředitel tehdejšího Císařského archivu, aby zde byly vystaveny ukázky z bohatství archivu. V roce 1939 byl název změněn na Musée de l'Histoire de France a v roce 2006 získal současný název.

## Sbírky a expozice
Muzeum nemá vlastní sbírky, ale vystavuje pouze dokumenty Národního archivu. Ve stálé expozici jsou vystaveny faksimile nejvýznamnějších listin a dalších dokumentů. Dále pořádá dočasné tematické výstavy.
Z vystavených písemností to jsou např. francouzské ústavy od roku 1791 do Páté republiky, závěti francouzských panovníků, Přísaha v míčovně, listiny merovejských králů, mezinárodní smlouvy, vystaveny jsou i trojrozměrné předměty jako obrazy, sochy, rytiny, mince a medaile, klíče od městských bran nebo etalony měr a vah.